# 晋卿岛
晋卿岛（英语：Drummond Island），越方称之为唯梦岛（越南语：／），是西沙群岛中的一个岛屿。现由中华人民共和国政府实际控制，行政区划属海南省三沙市管辖。由三沙市永乐群岛管理委员会直接管辖，设有群众自治组织晋卿社区。越南政府亦声称拥有其主权。

## 地理位置
晋卿岛位于南中国海西沙群岛永乐群岛东南部，琛航岛东北1.5海里，与石屿位于同一座牛轭形礁盘上。

## 地理地质
晋卿岛面积0.21平方公里。属生物沙砾淤积于干涸潟湖而成。岛上植被繁茂。

## 历史
- 1909年广东水师提督李准巡海时以其随行军舰“伏波号”命名“伏波岛”。
- 1935年公布名称为“都兰荞岛”[2]，
- 1947年和1983年公布名称为“晋卿岛”，以纪念明成祖永乐年间协助郑和下西洋航海的三佛齐宣慰使施晋卿」[3]。

中国渔民俗称“世江峙”、“四江岛”、“四江门”。

## 岛上状况
晋卿岛上建有两座土地庙。
2012年4月26日，国家海洋局网站发布称，原则同意海南省海洋与渔业厅对晋卿岛综合补给基地码头项目用海进行审核。该项目拟用海域面积5000多亩，由一家民营企业投资建设，建成后可为南海旅游和渔业开发提供补给保障。